# Kanton Blois-4
Der Kanton Blois-4 war von 1973 bis 2015 ein französischer Wahkkreis im Arrondissement Blois, im Département Loir-et-Cher und in der Region Centre-Val de Loire.
Der Kanton bestand aus einem Teil der Stadt Blois.